# 文明的故事
《文明的故事》 （英語：The Story of Civilization）, 是历史学家威尔·杜兰特和妻子阿里尔·杜兰特的一套11卷的书籍，涵盖西方历史，面向普通读者，1935–1975年由西蒙與舒斯特出版社出版。
这套书的编写时间超过五十年。它总共400万字，近1万页，还有两卷在作者死前还在写作中。第一卷《我们的东方遗产》涵盖了中东和东方世界到1933年的历史，威尔·杜兰特说他想包括西方世界到20世纪初的历史。然而，这套书结束于《拿破仑时代》，因为杜兰特夫妇死时—她80多岁，他90多岁，他们还留下了第12卷《达尔文时代》的笔记，和第13卷《爱因斯坦时代》的大纲，本意是要将《文明的故事》写到1945年。
《文明的故事》的前六卷由威尔·杜兰特一人完成，从《理性开始的时代》开始，阿里尔被列为合著者。在第一卷的序言中，杜兰特表示他打算写这套5卷的书，尽管结果并非如此。
1968年，这套书的第10卷《卢梭与大革命》获得普利策奖。

## 内容

### I. 《我们的东方遗产》（1935年）

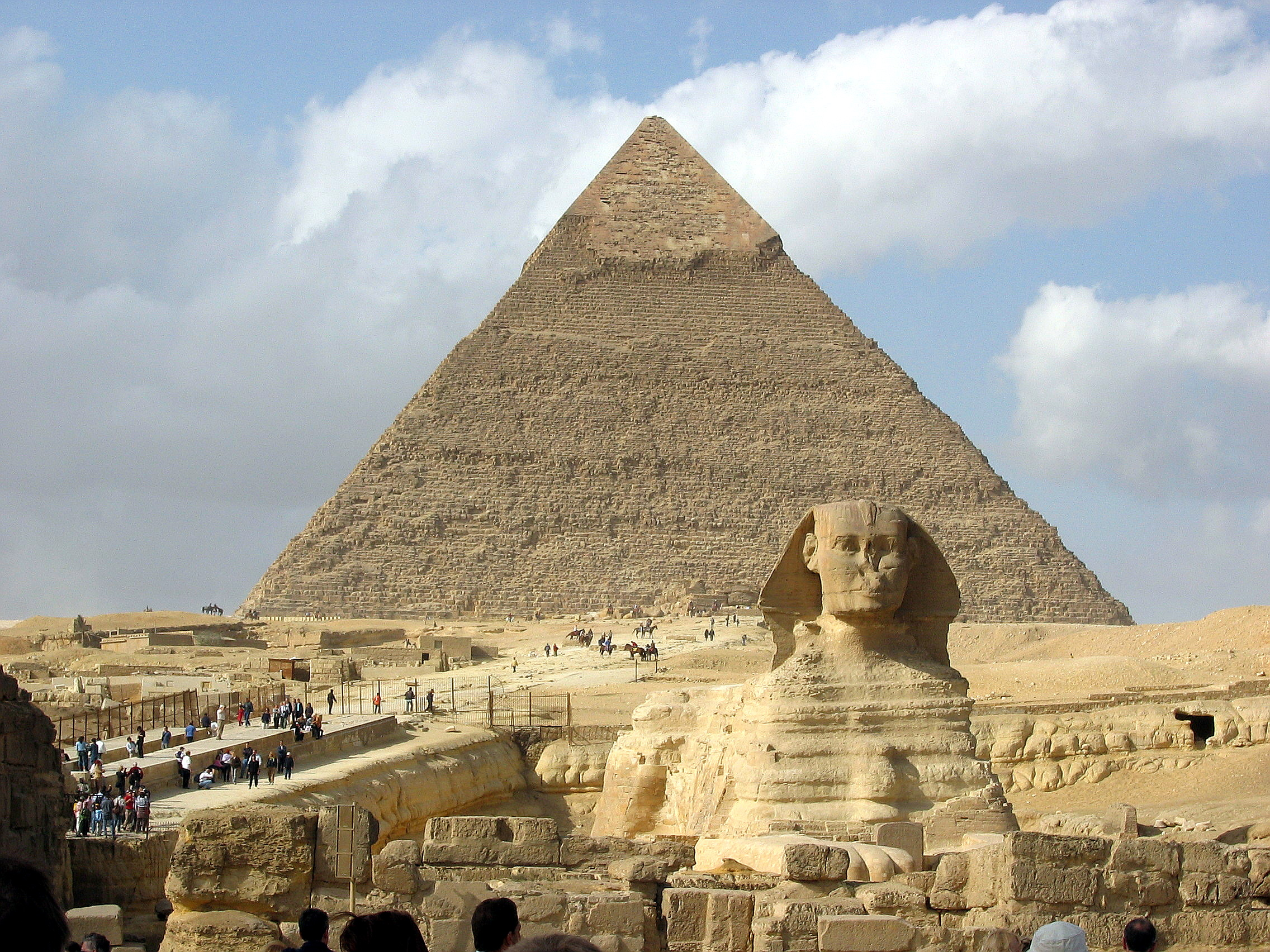
卡夫拉金字塔（埃及第四王朝）和 狮身人面像（约公元前2500年或更早）

本卷涵盖了近东的历史，直到公元前 330年波斯帝国阿契美尼德王朝灭亡，以及印度、中国和日本直到1930年代的历史。
“本书的每一章、每一段都会冒犯或消遣一些爱国或深奥的灵魂：犹太教正统派需要祖先所有的耐心，来宽恕关于耶和华的书页；玄学的印度教徒会对印度哲学这种肤浅的抓痒感到哀恸；中国或日本的圣人，会对从远东文学和思想的财富中挑选这些简短而不足的选择，宽容地微笑. ... 与此同时，一个疲惫的作家，可能会同情 Tai T’ung, 他在十三世纪发表的《中国写作史》中说了这样一句话：“如果我等待完美，我的书就永远不会完成。”
1. 文明的建立
  1. 文明的条件
  2. 文明的经济要素
  3. 文明的政治要素
  4. 文明的道德要素
  5. 文明的心理要素
  6. 史前期文明 
“创世神话的塑造者是不成功的丈夫们，因为他们认为女人是万恶之源。”（70页）
2. 近东
  1. 苏美尔
  2. 埃及
  3. 巴比伦
  4. 亚述
  5. 民族杂居
  6. 犹太
  7. 波斯 
“因为野蛮总是围绕着文明，在文明之中，在文明之下，准备用武器、大规模迁移或不受控制的生育能力来吞噬它。野蛮就像丛林；它从来不承认它的失败；它耐心地等待几个世纪，以恢复它失去了的领土。”（265页）
3. 印度及其邻国
  1. 印度的渊源
  2. 佛陀
  3. 从亚历山大到奥朗则布
  4. 人民的生活
  5. 诸神的天堂
  6. 心灵
  7. 印度的文学
  8. 印度的艺术
  9. 一篇基督徒的结语
关于印度沦亡于莫卧儿帝国：“从这场悲剧中得出的惨痛教训是，永久的警惕是文明的代价。一个国家必须热爱和平，但要保持粉末干燥”（463页）
4. 远东
  1. 哲学家的时代
  2. 诗人的时代
  3. 艺术家的时代
  4. 人民和国家
  5. 革命与更新
1935年关于中国：“任何武力的胜利，或外国金融的暴政，都无法长期压制一个资源如此丰富的国家。在中国折腰之前，侵略者将失去资金或耐心；在一个世纪内，中国将吸收并开化她的征服者，并学习所有暂时冠以现代工业名义的技术；道路和通讯将带给她团结，经济和节俭将给她资金，一个强大的政府将给她秩序与和平。"（823页）
5. 日本
  1. 日本的缔造者
  2. 政治与道德的基础
  3. 古代日本的思想与艺术
  4. 日本的新面貌
1935年关于日本：“根据每一个历史先例，下一幕将是战争。”

### II. 《希腊的生活》（1939年）

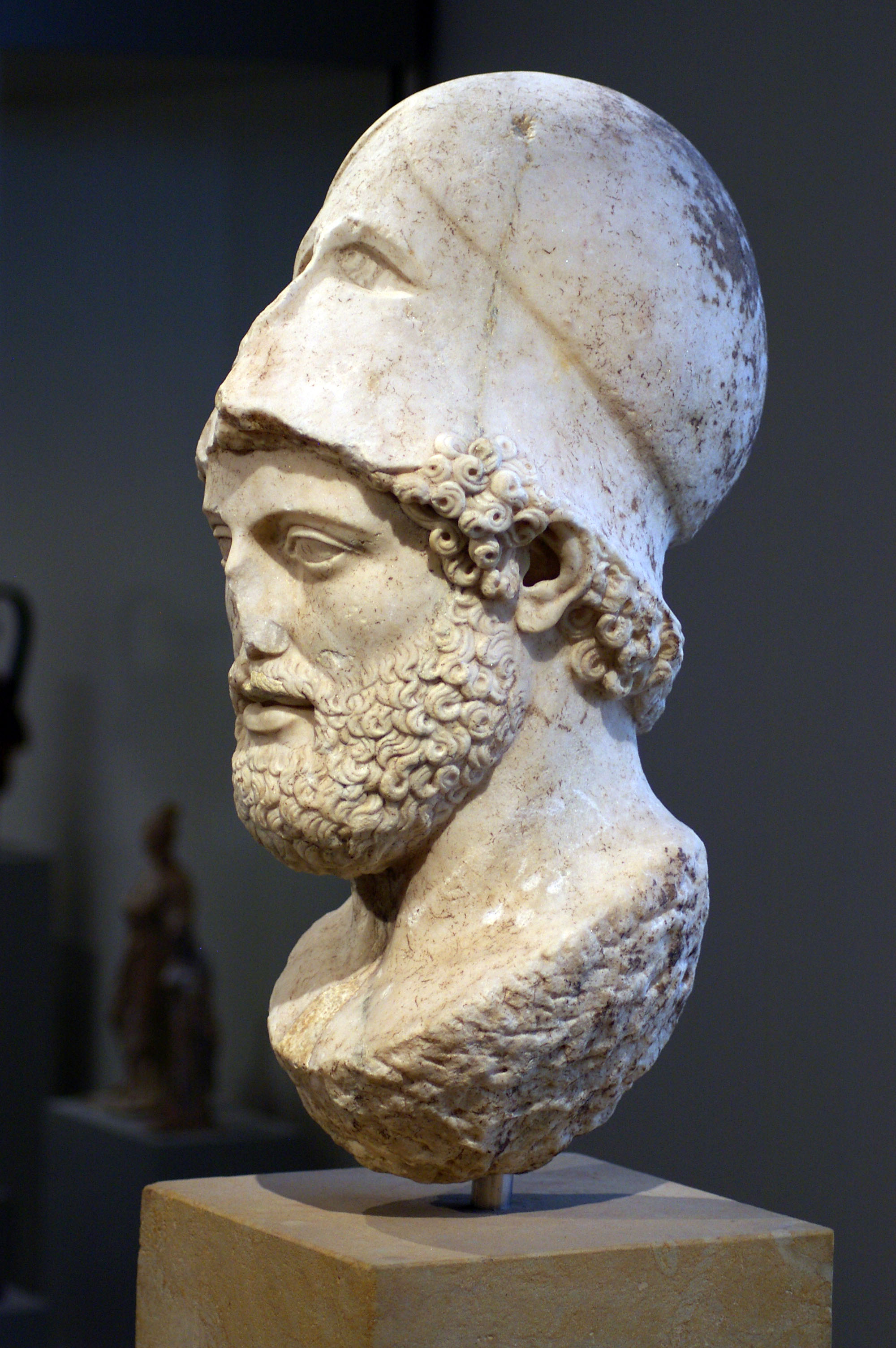
伯里克利半身像，柏林

本卷涵盖古希腊和希腊化时代的近东，直到罗马征服。
1. 爱琴海前奏：3500–1000 BC
  1. 克里特岛
  2. 阿伽门农之前
  3. 英雄时代
2. 希腊的兴起：1000–480 BC
  1. 斯巴达
  2. 雅典
  3. 大迁徙
  4. 西方的希腊人
  5. 希腊的诸神
  6. 早期希腊的共同文化
  7. 为自由而战
“实现自治在世界上是一件新鲜事；所有伟大的社会还没有敢于接受没有国王的生活。这种自豪的独立感、个人和集体精神，对希腊人的每一个企业都具有强大的刺激力；正是他们的自由激励他们，在艺术和文学，科学和哲学方面取得了令人难以置信的成就。”（233页）
3. 希腊的黄金时代：480–399 BC
  1. 伯里克利与民主的实验
  2. 雅典的工作与财富
  3. 雅典人的道德与习俗
  4. 伯里克利时代的希腊艺术
  5. 知识的演进
  6. 哲学与宗教之间的冲突
  7. 黄金时代的文学
  8. 希腊的自毁
“在这个文明中，令人惊讶的事实是，它的辉煌，没有妇女的帮助或刺激。”（305页）
4. 希腊自由的衰落: 399–322 BC
  1. 菲利普王
  2. 公元前4世纪的文学与艺术
  3. 哲学的鼎盛时期
  4. 亚历山大
“阶级战争把民主变成了立法掠夺的竞赛。”（554页）
5. 希腊化传播：322–146 BC
  1. 希腊与马其顿
  2. 大希腊与东方
  3. 埃及与西方
  4. 书籍
  5. 传播期的艺术
  6. 希腊科学的巅峰
  7. 哲学的屈服
  8. 罗马的来临
“我们试图表明，罗马征服希腊的基本原因，是希腊文明从内部瓦解。没有一个伟大的国家是被征服的，都是自己毁灭了自己。”（659页）

结语: 我们的希腊遗产

### III.《凱撒与基督》（1944年）

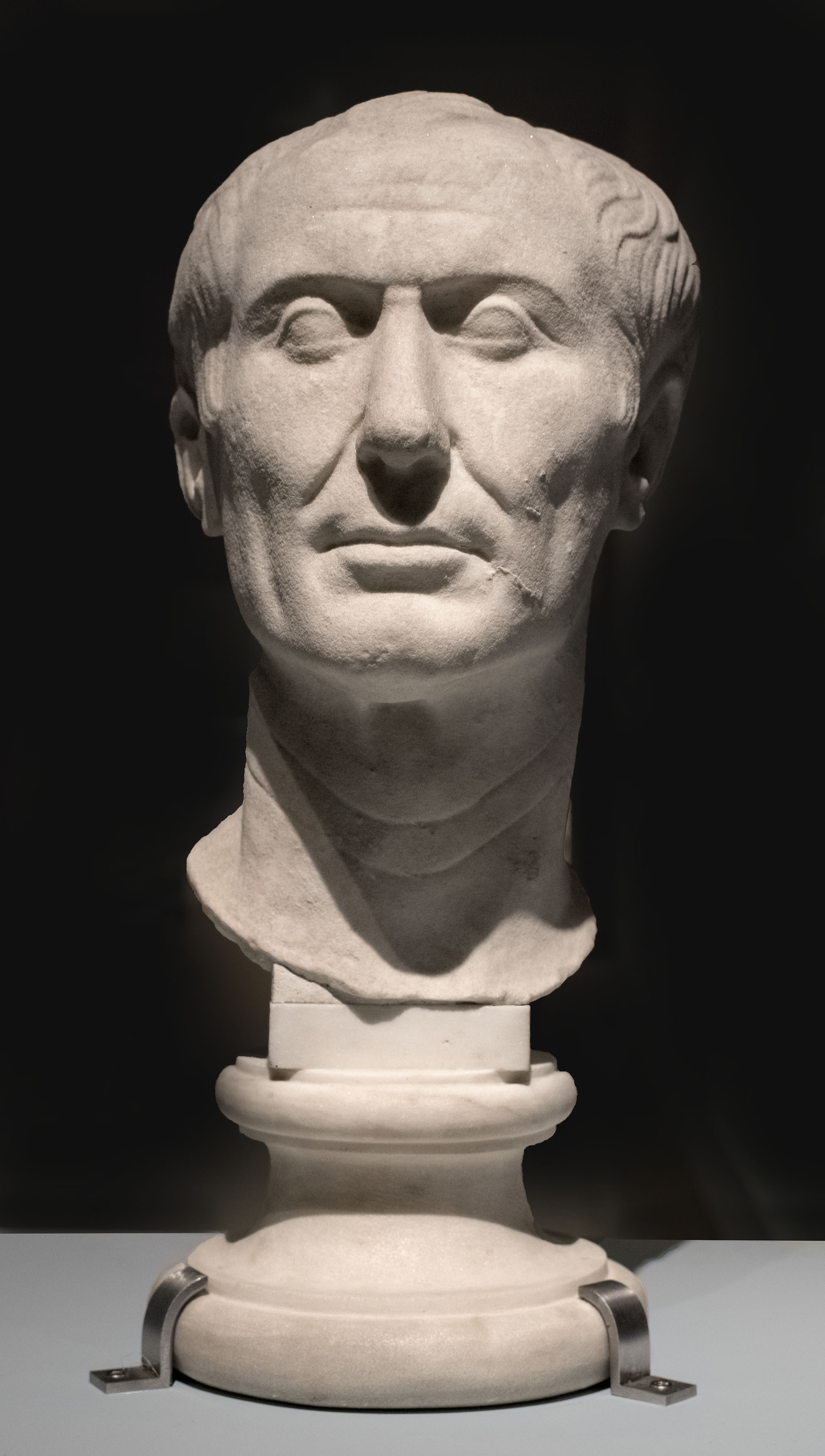
凱撒半身像

本卷涵盖君士坦丁大帝以前，罗马和基督教的历史。
导论:起源 1. 埃特鲁斯坎人序曲：公元前800–508

1. 共和国: 公元前508–30   1. 争取民主的奋斗:公元前508–264
  2. 汉尼拔对抗罗马: 公元前264-202
  3. 斯多噶派的罗马: 公元前508–202
  4. 征服希腊: 公元前201-146 
“新的一代，继承世界的主人，没有时间或倾向捍卫它；罗马地主所特有的战争准备现在消失了，所有权集中在少数几个家庭，这个国家没有股份的无产者，填满了罗马的贫民窟." （90页）
2. 革命: 145–30 BC   1. 农民的反叛: 公元前145–78
  2. 寡头政治的反动: 公元前77–60
  3. 革命期间的文学: 公元前145–30
  4. 凱撒: 公元前100–44
  5. 安东尼: 44–30 BC 
“儿童现在是奢侈品，只有穷人才能负担得起。”（134页）
3. 元首制: 公元前30-公元192   1. 奥古斯都的政治权术: 公元前30-公元14
  2. 黄金时代: 公元前30 -公元 18
  3. 君主专制的另一面: 14–96
  4. 白银时代: 14–96
  5. 成长中的罗马: 14–96
  6. 罗马及其艺术: 公元前30-AD 96
  7. 享乐主义的罗马: 公元前30-公元96
  8. 罗马法: 公元前146-公元192
  9. 哲学家帝王: 96–180
  10. 2世纪的生活与思想: 96–192
“如果罗马没有在这么短的时间接受这么多的异族男子，如果她让这些新来者进入学校，而不是贫民窟，如果她将他们当成一百个潜在的卓越者，如果她偶尔关闭大门，让同化赶上渗透，她可能已经从输液获得了新的种族和文学活力，可能仍然是罗马人的罗马，西方的声音和堡垒。”（366页）
4. 帝国: 146-192   1. 意大利
  2. 开化西方
  3. 罗马希腊
  4. 希腊化复兴
  5. 罗马与犹太: 公元前132 -公元135
5. 基督教的初期: 公元前4 -公元325   1. 耶稣: 公元前4 -公元30
  2. 使徒: 30–95
  3. 教会的成长: 96–305
  4. 帝国的衰落: 193–305
  5. 基督教的胜利: 306–325

结语:罗马并不是被基督教，也不是被蛮族的入侵摧毁；当基督教兴起，入侵来到时，它已经是一个空壳。" （667-668页）

### IV. 《信仰的时代》（1950年）

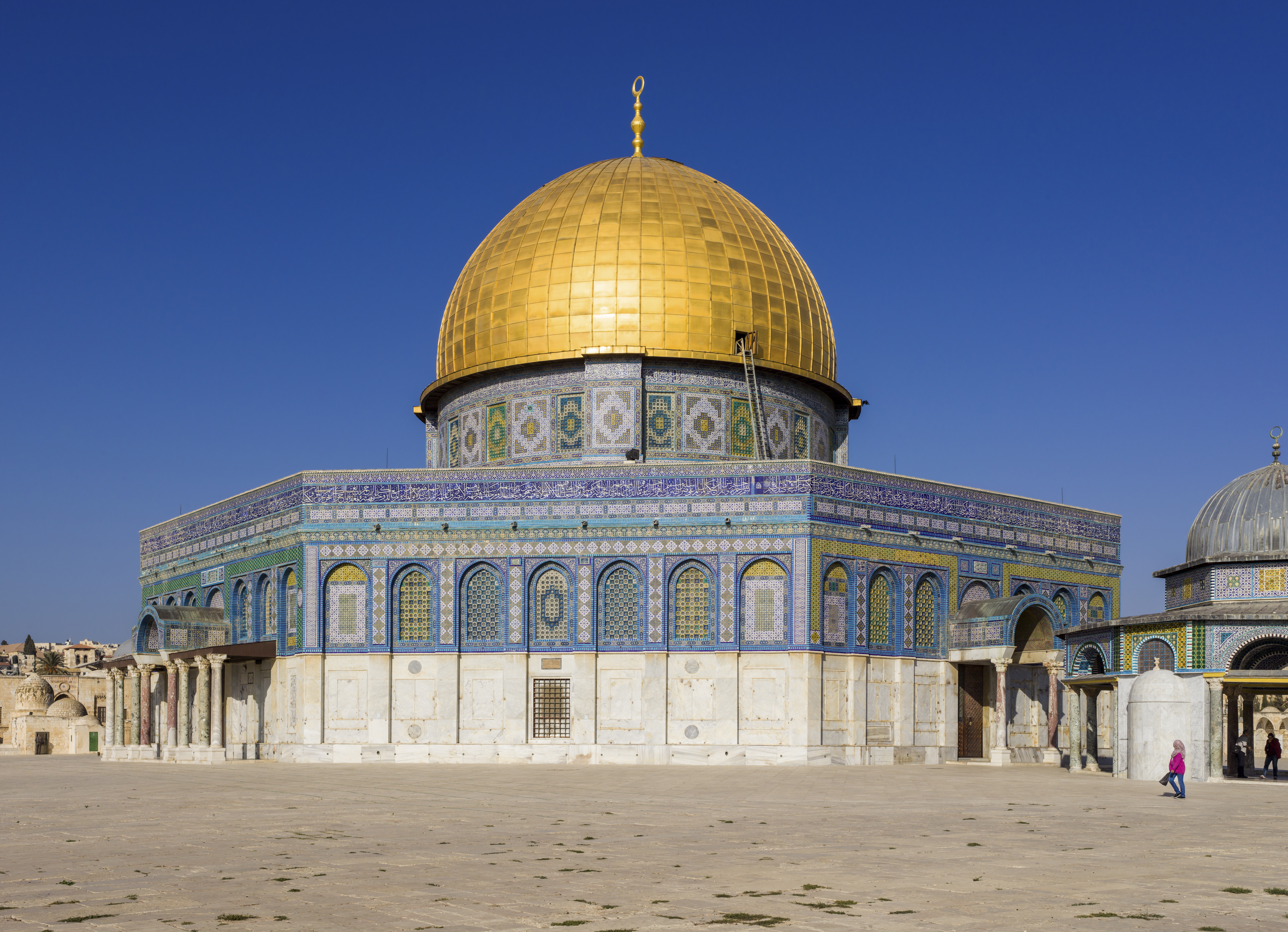
犹太教、基督教、伊斯兰教三教圣城耶路撒冷的圆顶清真寺

本卷涵盖中世纪的欧洲和近东，从君士坦丁大帝到但丁
1. 拜占庭的鼎盛: 325–565
  1. 背教者尤利安: 332-63
  2. 蛮族的胜利: 325–476
  3. 基督教的演进: 364–451
  4. 逐渐成形的欧洲: 325–529
  5. 查士丁尼: 527-65
  6. 拜占庭文明: 337–565
  7. 波斯人: 224–641
“从历史上看，征服摧毁了已经内在衰败者的外在形式；它清除了令人遗憾的残暴，整个生活系统，包括秩序、文化和法律，已经自我磨损而衰老，失去了再生和成长的力量。”（43页）
2. 伊斯兰文明: 569–1258
  1. 穆罕默德: 569–632
  2. 古兰经
  3. 伊斯兰之剑: 632–1058
  4. 伊斯兰景观: 632–1058
  5. 东方伊斯兰教的思想与艺术: 632–1058
  6. 西方伊斯兰教: 641–1086
  7. 伊斯兰教的兴盛与没落: 1058–1258
“穆斯林似乎比他们的基督教同行是更好的绅士；他们更多信守诺言，对失败者表现出更多的怜悯，1099年基督徒占领耶路撒冷时少有感到内疚的暴行。”（341页）
3. 犹太文明: 135-1300
  1. 塔木德: 135–500
  2. 中世纪犹太人: 500–1300
  3. 犹太人的心智: 500–1300
4. 黑暗时代: 566–1095
  1. 拜占庭世界: 566–1095
  2. 西方的没落: 566–1066
  3. 诺曼的崛起: 566–1066
  4. 争斗中的基督教: 529–1085
  5. 封建制度与骑士精神
“信仰创造历史，特别是当它们是错的，错在男人已经最高尚地死去。”（458页）
5. 基督教文明: 1095–1300
  1. 十字军东征: 1095–1291
  2. 经济革命: 1066–1300
  3. 欧洲的复苏: 1095–1300
  4. 文艺复兴以前的意大利: 1057–1308
  5. 罗马天主教: 1095–1294
  6. 早期的宗教裁判所: 1000–1300
  7. 修道僧与托钵僧: 1095–1300
  8. 基督教的道德与礼仪: 700–1300
  9. 艺术的复苏: 1095–1300
  10. 哥特式建筑的兴起: 1095–1300
  11. 中世纪音乐: 326–1300
  12. 知识的传播: 1000–1300
  13. 阿伯拉尔: 1079–1142
  14. 理性的探索: 1120–1308
  15. 基督教的科学: 1095–1300
  16. 浪漫时代: 1100–1300
  17. 但丁: 1265–1321
“总之，我们形成的中世纪拉丁教会的图像是，一个尽了最大努力的组织，尽管其信徒和领袖们存在人性的弱点，但是在古老的文明的残骸中，在青春期社会的激情中，它建立了道德和社会秩序，传播了一种振奋和安慰人心的信念。”（818页）

结语: 中世纪的遗产

### V. 《文艺复兴》（1953年）

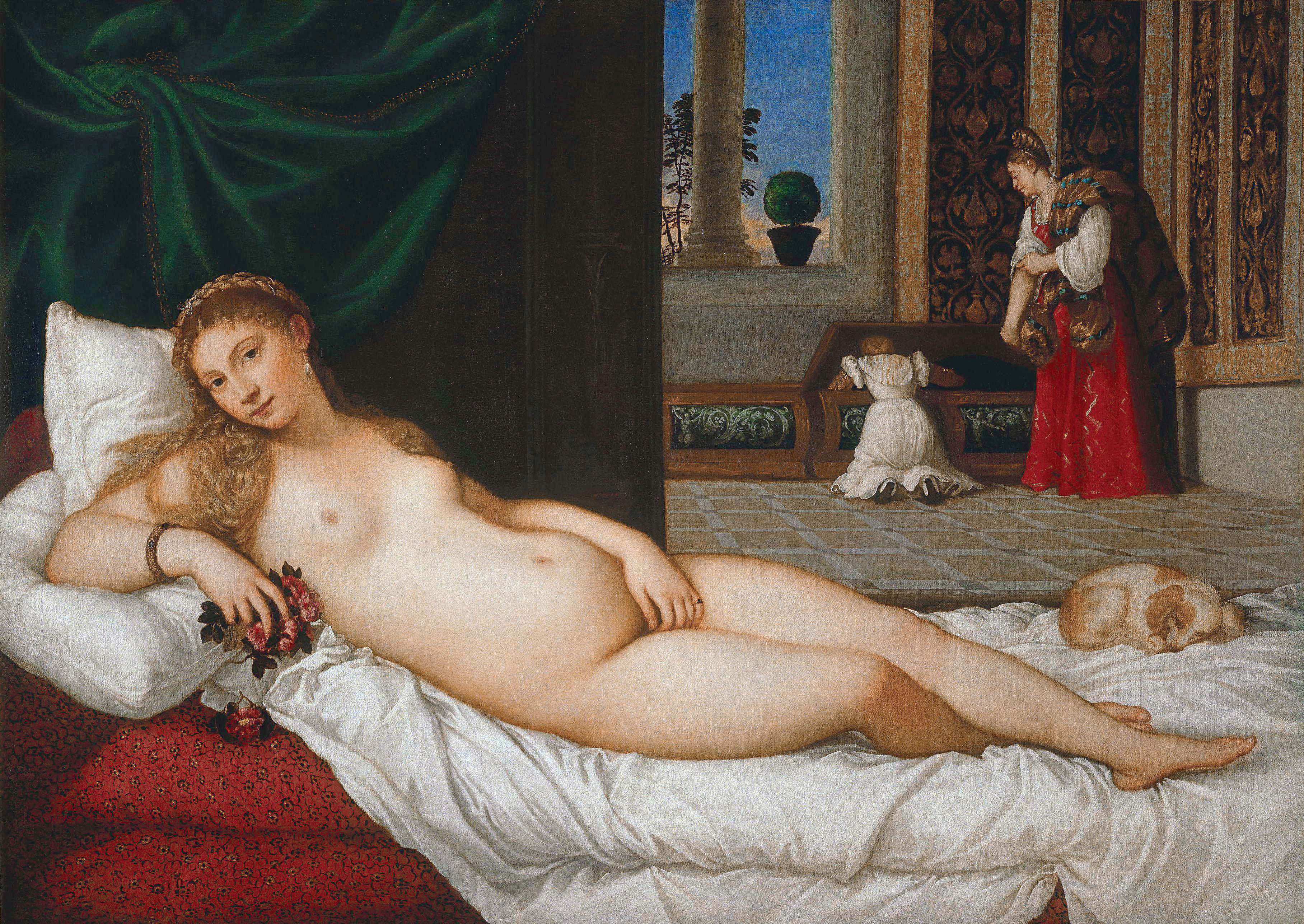
《乌尔比诺的维纳斯》，提香

本卷涵盖了从1300年到16世纪中叶的意大利历史，重点关注意大利文艺复兴。
1. 序曲:  1300–77
  1. 彼特拉克和薄伽丘的时代: 1304–75
  2. 亞維農教廷:  1309–77
“威尼斯商人侵入从耶路撒冷到安特卫普的每个市场；他们与基督徒和穆斯林公平交易，教宗绝罚落在他们身上。”（39页）
  3. 萨佛纳罗拉与共和国：1492–1534
“但是，不仅仅是古代的复兴造就了文艺复兴。首先，它花了钱—资产阶级的臭钱：... 仔细的计算，投资和贷款，利息和股息积累，直到盈余可以购买肉体的乐趣、议员、签名和情妇，支付米开朗基罗或提香的工钱，将财富转化为美，让财富带着艺术的香气。金钱是所有文明的根源。" （67-68页）
2. 佛罗伦萨 文艺复兴:  1378–1534
  1. 美第奇的崛起： 1378–1464
  2. 黄金时代： 1464–92
  3. 薩佛納羅拉与共和国：1492–1534
3. 意大利盛会: 1378–1534
  1. 米兰
  2. 达芬奇
  3. 托斯卡纳和翁布里亚
  4. 曼托瓦
  5. 费拉拉
  6. 威尼斯及其领地
  7. 艾米利亚和马尔凯
  8. 那不勒斯王国
“他长得不帅；像大多数伟人一样，他幸免于这种分散注意力的障碍。”（185页）
4. 罗马文艺复兴: 1378–1521
  1. 教会的危机: 1378–1521
  2. 文艺复兴占领罗马：1447–92
  3. 波吉亚家族
  4. 儒略二世: 1503–13
  5. 良十世: 1513–21
5. 崩溃
  1. 知识分子的反抗
  2. 道德释放
  3. 政治崩溃：1494–1534 
 "历史学家熟悉无稽之谈的普遍性：迷信自己有光辉的未来；他不期望完美的状态产生于不完美的人；他认为，只有一小部分人能够摆脱经济困扰，有闲暇和精力去思考自己的想法，而不是祖先或环境的想法；他学会欣喜，如果他能发现，在每个时期只有很少的男女能够自我提升，靠大脑白手起家，或靠出生或环境的一些好处，离开迷信、神秘主义和轻信，明智地意识到其无限的无知。" （525页）
6. 结局：1534–76
  1. 威尼斯日落
  2. 文艺复兴的减弱

### VI.《宗教改革》（1957年）

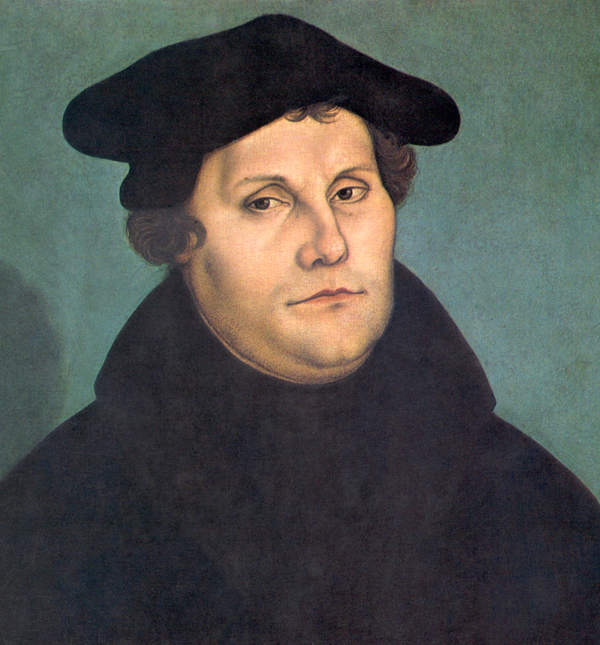
马丁·路德

本卷涵盖了1300年至1564年意大利以外的欧洲历史，重点关注新教改革
1. 从约翰·威克利夫到马丁·路德：1300–1517
  1. 罗马天主教: 1300–1517
  2. 英格兰、威克利夫、乔叟和大起义: 1308–1400
  3. 围困法国: 1300–1461
  4. 高卢凤凰: 1453–1515
  5. 15世纪的英格兰: 1399–1509
  6. 勃艮第插曲: 1363–1515
  7. 中欧: 1300–1460
  8. 西斯拉夫人:1300–1516
  9. 奥斯曼浪潮: 1300–1516
  10. 葡萄牙开创商业革命：1300–1517
  11. 西班牙: 1300–1517
  12. 知识的增长：1300–1517
  13. 征服海洋：1492–1517
  14. 伊拉斯谟: 1469–1517
  15. 路德之前的德国： 1453–1517
2. 宗教革命: 1517–64
  1. 路德：德国宗教改革: 1517–24
  2. 社会革命: 1522–36
  3. 茨温利：瑞士宗教改革: 1477–1531
  4. 路德与伊拉斯谟: 1517–36
  5. 战争中的信仰: 1525–60
  6. 约翰·加尔文：1509–64
  7. 弗朗索瓦一世与法国宗教改革：1515–59
  8. 亨利八世与沃尔西枢机: 1509–29
  9. 亨利八世与托马斯·莫尔: 1529–35
  10. 亨利八世与修道院： 1535–47
  11. 爱德华六世与玛丽·都铎: 1547–58
  12. 从罗伯特一世·布鲁斯到约翰·诺克斯: 1300–1561
  13. 改革的迁移: 1517–60
3. 门口的陌生人: 1300–1566
  1. 俄国统一: 1300–1584
  2. 伊斯兰的天才： 1258–1520
  3. 苏莱曼大帝: 1520–66
  4. 犹太人：1300–1564
4. 幕后：1517–1564
  1. 人民的生活
  2. 音乐: 1300–1564
  3. 拉伯雷时代的文学
  4. 霍尔拜因时代的艺术
  5. 哥白尼时代的科学
“当时的人，如同现在，更多以礼貌，而不是道德来评价；世界更容易原谅那些以最不粗俗和最大的恩典犯下的罪孽。在这里，除了大炮和神学，那是意大利领先的。”（766页）
5. 反宗教改革: 1517–65
  1. 教会与改革
  2. 教宗和特伦特会议

结语：文艺复兴、宗教改革与启蒙运动

### VII.《理性开始的时代》（1961年）

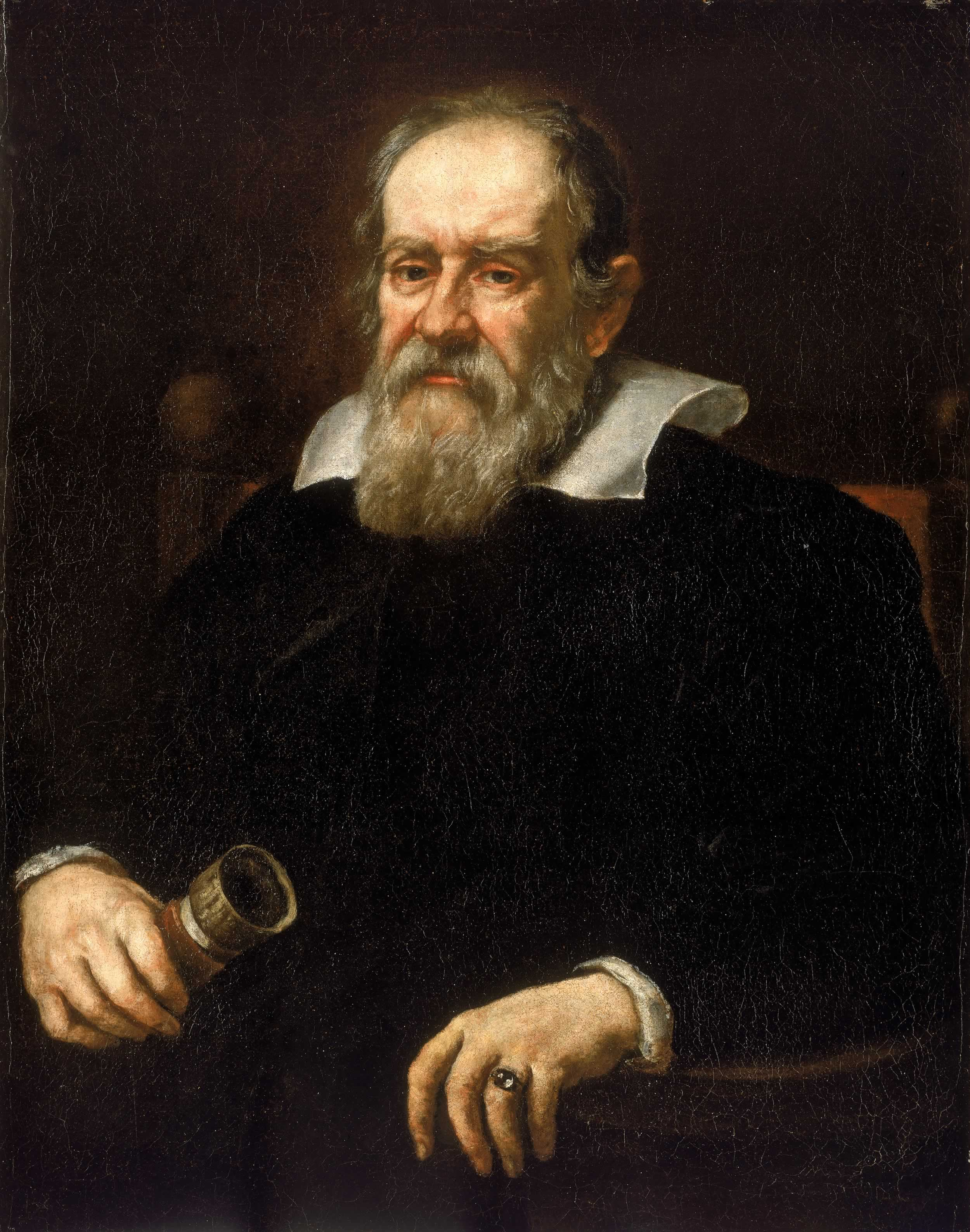
伽利略像，

本卷涵盖1559至1648年欧洲和近东的历史。
1. 英国的狂喜: 1558–1648
  1. 伟大的女王: 1558–1603
  2. 欢乐的英格兰: 1558–1625
2. 帕纳苏斯的山坡: 1558–1603
  1. 莎士比亚: 1564–1616
  2. 苏格兰女王玛丽: 1542–87
  3. 詹姆士六世和一世: 1567–1625
  4. 召唤理性: 1558–1649
  5. 大革命: 1625–49
“女巫被烧死，耶稣会士从脚手架上拖下来，活着被砍成碎片。人类善良的牛奶在好女王贝斯的日子里缓慢流动。”（54页）
3. "信仰为权力而战: 1556–1648
  1. 意大利母校: 1564–1648
  2. 西班牙的盛衰: 1556–1665
  3. 西班牙文学的黄金时代: 1556–1665
  4. 西班牙艺术的黄金时代: 1556–1682
  5. 法国的角逐: 1559–74
  6. 亨利四世: 1553–1610
  7. 黎塞留: 1585–1642
  8. 战争下的法国: 1559–1643
  9. 荷兰的叛乱: 1558–1648
  10. 从鲁本斯到伦勃朗: 1555–1660
  11. 北方的兴起: 1559–1648
  12. 伊斯兰的挑战: 1566–1648
  13. 帝国大决战: 1564–1648 
“他膀胱中的石头比法国的战争更困扰他”。（411页）
4. 理性的考验: 1558–1648
  1. 伽利略时代的科学: 1558–1648
  2. 哲学的再生: 1564–1648
“基督教会死去吗？...如果是这样，这是现代的基本事件，因为文明的灵魂是它的宗教，会与它的信仰一同死去”（613页）

### VIII.《路易十四时代》（1963年）
本卷涵盖路易十四时期欧洲和近东的历史。
1. 法国的全盛时期: 1643–1715
  1. 旭日东升: 1643–84
  2. 信仰的考验: 1643–1715
  3. 国王与艺术: 1643–1715
  4. 莫里哀: 1622–73

路易十四, 1701

  5. 法国古典文学的全盛时期: 1643–1715
  6. 尼德兰的悲剧: 1649–1715 
“这是一个礼貌严格而道德宽松的时代。”（27页）
“和其他人一样，他来自中产阶级；贵族对生活艺术太感兴趣了，不能为艺术生活腾出时间。”（144页）
2. 英格兰: 1649–1714
  1. 克伦威尔: 1649–60
  2. 弥尔顿: 1608–74
  3. 复辟: 1660–85
  4. 光荣革命: 1685–1714
  5. 从德莱登到斯威夫特: 1660–1714
3. 外围: 1648–1715
  1. 波罗的海的争夺: 1648–1721
  2. 彼得大帝: 1698–1725
  3. 改变中的帝国: 1648–1715
  4. 悠闲的南方: 1648–1715
  5. 封锁中的犹太人: 1564–1715
4. 知识的探索: 1648–1715
  1. 从迷信到学术: 1648–1715
  2. 科学的探求: 1648–1715
  3. 伊萨克牛顿: 1642–1727
  4. 英国哲学: 1648–1715
  5. 法国的信仰与理性: 1648–1715
  6. 斯宾诺莎: 1632–77
  7. 莱布尼茨: 1646–1716
5. 法国对抗欧洲: 1683–1715
  1. 日落

### IX. 《伏尔泰时代》（1965年）
本卷涵盖伏尔泰所代表的启蒙时代, 关注1715至1756年的法国、英国和德国。
1. 法国: 摄政时期
2. 英格兰: 1714–56
  1. 人民
  2. 统治者
  3. 宗教与哲学
  4. 文学与戏剧
  5. 艺术与音乐
3. 法国: 1723–56
  1. 人民与国家
  2. 道德与风俗
  3. 美的崇拜
  4. 心智的成就
  5. 伏尔泰在法国
4. 中欧: 1713–56
  1. 巴赫的德国
  2. 腓特烈大帝与玛丽亚特蕾莎
  3. 瑞士与伏尔泰
5. 知识的进展: 1715–89
  1. 学者
  2. 科学的进展
  3. 医学
6. 攻击基督教: 1730–74
  1. 无神论者
  2. 狄德罗与百科全书
  3. 多面狄德罗
  4. 扩展中的运动
  5. 伏尔泰与基督教
  6. 哲学家的胜利

### X.《卢梭与大革命》（1967年）

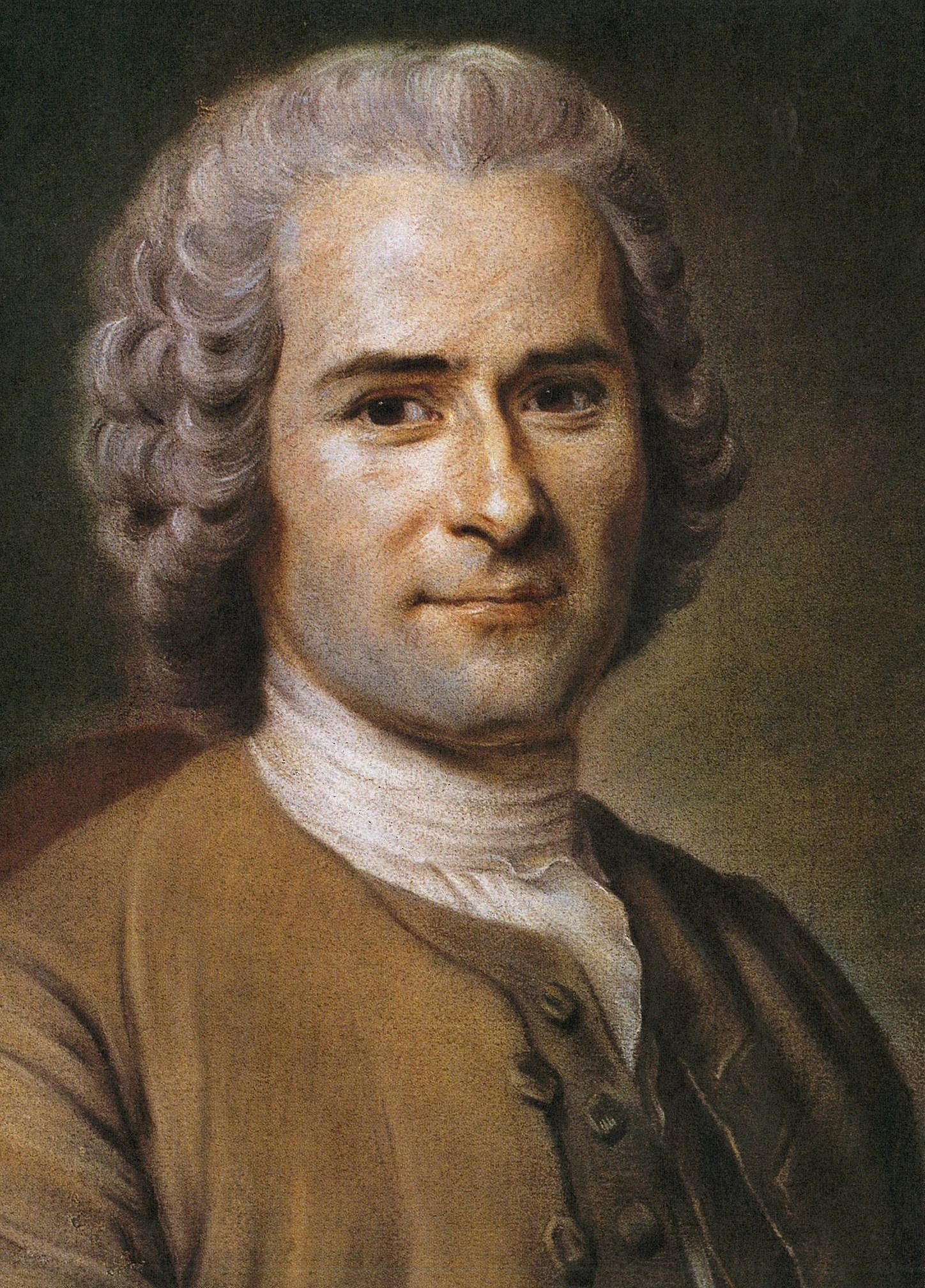
卢梭

本卷关注卢梭和他的时代。1968年获普利策奖。
1. 前奏
  1. 流浪者卢梭: 1712–56
  2. 七年战争: 1756–63
2. 洪水之前的法国: 1757–74
  1. 国家的命运
  2. 生活的艺术
  3. 年高德劭的伏尔泰: 1758–78
  4. 浪漫派作家卢梭: 1756–62
  5. 哲学家卢梭
  6. 卢梭的流浪生活: 1762–67
3. 天主教南方: 1715–89
  1. 意大利沃土: 1715–59
  2. 葡萄牙与蓬巴尔: 1706–82
  3. 西班牙与启蒙运动: 1700–88
  4. 再会,意大利:1760–89
  5. 奥地利的启蒙运动: 1756–90
  6. 音乐改革
  7. 莫扎特 
“窗下的情人，拨动吉他或曼陀林，以及少女的心”（220页）
4. 伊斯兰与斯拉夫东方: 1715–96
  1. 伊斯兰: 1715–96
  2. 俄国插曲: 1725–62
  3. 叶卡捷琳娜大帝: 1762–96
  4. 波兰之劫: 1715–95
5. 新教北方: 1756–89
  1. 腓特烈大帝时代的德国: 1756–86
  2. 康德: 1724–1804
  3. 到魏玛之路: 1733–87
  4. 魏玛盛世: 1775–1805
  5. 歌德的晚年: 1805–32
  6. 犹太人: 1715–89
  7. 从日内瓦到斯德哥尔摩
“他的结论是，历史是一个优秀的老师，几乎没有学生”（529页)
6. 约翰逊的英国: 1756–89
  1. 工业革命
  2. 政坛风云: 1756–92
  3. 英国人: 1756–89
  4. 雷诺兹时代: 1756–90
  5. 英格兰的邻邦: 1756–89
  6. 文坛景象: 1756–89
  7. 塞缪尔约翰逊: 1709–84
7. 封建主义法国的崩溃: 1774–89
  1. 最后的荣耀: 1774–83
  2. 死亡与哲学家: 1774–1807
  3. 光明前夕: 1774–89
  4. 革命的分析: 1774–89
  5. 政治的溃乱: 1783–89
8. 结语

### XI. 《拿破仑时代》（1975年）
本卷关注拿破仑和他的时代。
1. 法国大革命: 1789–99
  1. 革命的背景: 1774–89

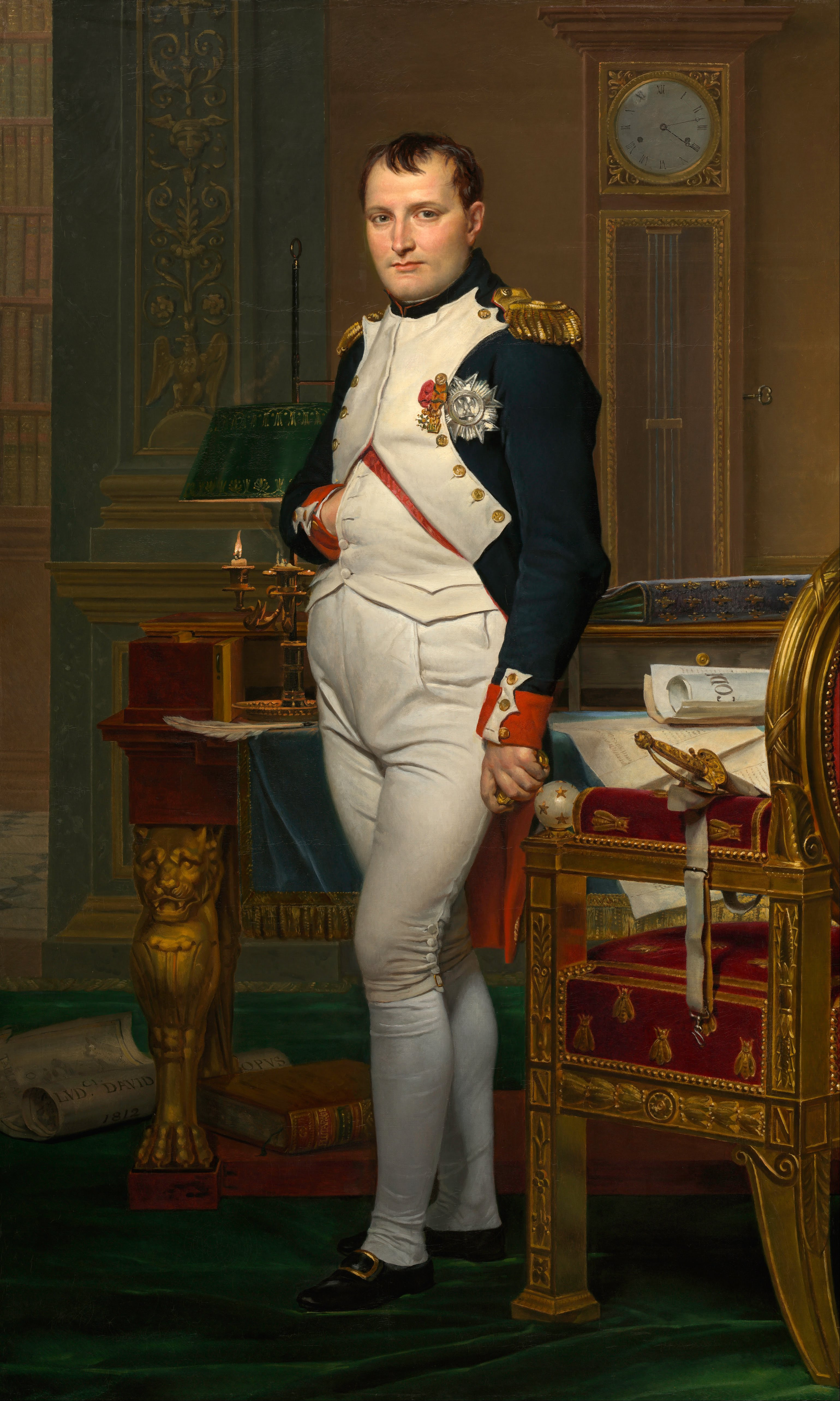

  2. 国民会议: 1789.5.4 – 1791.9.30
  3. 立法会议: 1791.10.1 – 1792.9.20
  4. 国民公会: 1792.9.21 – 1795.10.26
  5. 督政府: 1795.11.2 – 1799.11.9
  6. 大革命下的人生: 1789–99
2. 拿破仑的升沉: 1799–1811
  1. 执政府: 1799.11.11 – 1804.5.18
  2. 新帝国: 1804–07
  3. 庞大的领域: 1807–11
  4. 拿破仑其人
  5. 拿破仑的法国: 1800–1815
  6. 拿破仑与艺术
  7. 反对拿破仑的文学
  8. 拿破仑时代的科学与哲学 
“这是一场典型的拿破仑战役：迅速，胜利，徒劳。”（228页）
3. 英国: 1789–1812
  1. 英格兰在忙碌
  2. 英国的生活
  3. 英国的艺术
  4. 英国的科学
  5. 英国的哲学
  6. 文学的转变
  7. 湖畔诗人: 1770–1850
  8. 反叛的诗人: 1788–1824
  9. 英格兰的邻邦: 1789–1815
  10. 皮特、纳尔逊和拿破仑: 1789–1812
4. 挑战诸王: 1789–1812
  1. 伊比利亚半岛
  2. 意大利及其征服者: 1789–1813
  3. 奥地利: 1780–1812
  4. 贝多芬: 1770–1827
  5. 日耳曼与拿破仑: 1786–1811
  6. 日耳曼民族: 1789–1812
  7. 日耳曼文学: 1789–1815
  8. 日耳曼哲学: 1789–1815
  9. 大陆边缘各国: 1789–1812
  10. 俄国: 1796–1812
“... 她进入一系列的冒险，其中一次，她惊讶于带着母性。”（633页）
5. 结局: 1811–1815
  1. 远征莫斯科: 1811–12
  2. 厄尔巴岛: 1813–14
  3. 滑铁卢: 1814–15
  4. 圣赫勒拿岛
  5. 结束
  6. 总结: 1815–40

## 目的
杜兰特说，他撰写这套丛书的目的，不是要创作出一部权威的学术作品，而是要让受过良好教育的公众以全面的"复合历史"的形式，获得和理解大量信息。
正如杜兰特在他的第一部作品《我们的东方遗产》的序言中所说：
我希望尽我可能多地讲述，天才和劳动对人类文化遗产的贡献–记录和思考，它们的原因、性质和影响，发明的进步，经济组织的范围，政府的实验， 宗教的愿望，道德和礼仪的突变，文学的杰作，科学的发展，哲学的智慧，和艺术的成就。 我不需要被告知这个事业是多么荒谬，也不需要被告知它的概念是多么不谦虚 … 然而，我曾梦想，尽管在这项事业中不可避免有许多错误，但对于那些由于对哲学的热情，已经被强迫从整体上看待事物，对于通过时间中的历史，来追求视角、统一和理解，以及通过空间科学来寻求它们的人来说，它可能有些用处。与哲学一样，这样的冒险（如这11卷的创作）没有合理的借口，充其量只是勇敢的愚蠢；但让我们希望，像哲学一样，它将永远吸引一些鲁莽的灵魂，进入其致命的深度。

## 评价
《卢梭与大革命》一卷于1968年获得普利策非小说奖。所有11卷都是每月之书俱乐部的精选和畅销书，总销量超过200万册，有9种语言